# Bradleystrandesia tincta
Bradleystrandesia tincta är en kräftdjursart som först beskrevs av N. C. Furtos 1933.  Bradleystrandesia tincta ingår i släktet Bradleystrandesia och familjen Cyprididae. Inga underarter finns listade.